# Binandere
Binandere ist eine Gruppe von elf Papuasprachen des Transneuguinea-Zweiges in Papua-Neuguinea. Eine der Einzelsprachen mit 6902 Sprechern dieser Gruppe wird ebenfalls Binandere genannt.

## Klassifikation
- Binandere-Sprachen
  - Binanderean Proper
    - Binandere  [bhg]
    - Baruga  [bjz]
    - Doghoro  [dgx]
    - Gaina  [gcn]
    - Korafe  [kpr]
    - Ewage-Notu  [nou]
    - Orokaiva  [ork]
    - Suena  [sue]
    - Yekora  [ykr]
    - Zia  [zia]

  - Guhu-Samane
    - Guhu-Samane [ghs]

## Geographische Verteilung und Sprachentwicklung
Binandere-Sprachen werden hauptsächlich in der Oro Province und z. T. in der Morobe Province gesprochen.
Die Sprachen haben keinerlei offiziellen Status. In einigen der Sprachen existieren Übersetzungen von Teilen der Bibel – für Binanderean Proper sogar schon seit 1912 – und andere Literatur und z. T. Radioprogramme. Der Alphabetisierungsgrad der Sprecher ist höchst unterschiedlich.